# Xã Logan, Quận Cuming, Nebraska
Xã Logan (tiếng Anh: Logan Township) là một xã thuộc quận Cuming, tiểu bang Nebraska, Hoa Kỳ. Năm 2010, dân số của xã này là 201 người.